# Vespula vulgaris

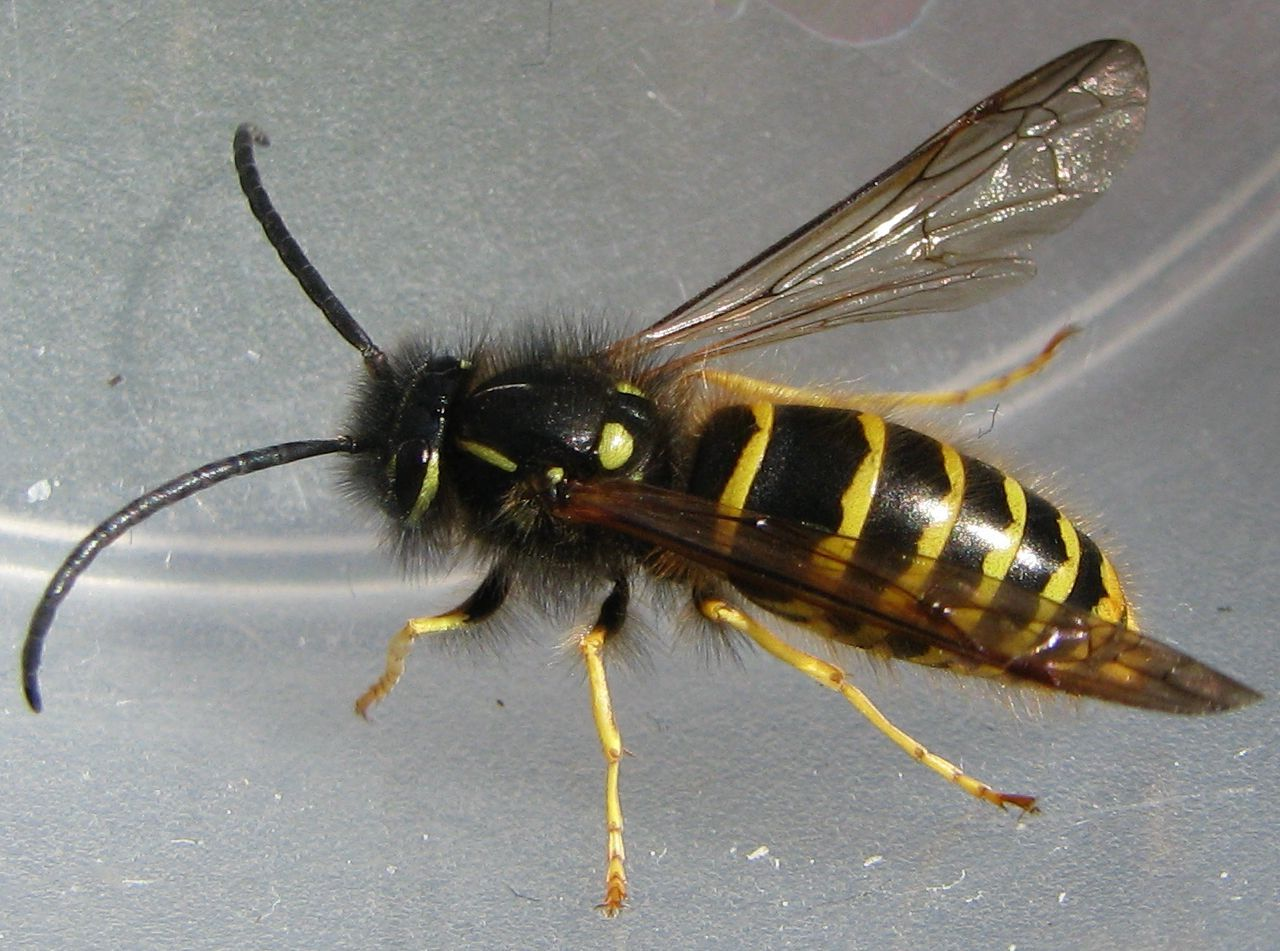
Un esemplare maschio di vespa comune

La vespa comune (Vespula vulgaris (Linnaeus, 1758)) è una specie di vespa tipica dell'Emisfero boreale, sebbene diffusa ed acclimatata anche in Australia e Nuova Zelanda dove è considerata una specie invasiva: in Nuova Zelanda infatti il 10% delle colonie riesce a superare l'inverno ed i nidi possono accrescersi in maniera esponenziale. È inserita nell'elenco delle 100 tra le specie esotiche invasive più dannose al mondo.

## Habitat e dieta
Vive in zone di bosco rado. Caccia altri insetti che porta al proprio nido, ma si nutre anche di frutta.

## Comportamento
È una vespa eusociale che costruisce i propri nidi cartacei di colore grigio, fatti di polpa di legno mescolata con la sua saliva, in diverse cavità naturali, anche in tane abbandonate scavate da mammiferi. I nidi possono ospitare oltre 10 000 esemplari.
Esiste una vespa regina, che è la fondatrice della colonia, è l'unica che depone le uova (che sono migliaia) di cui si occupano le operaie ed è l'individuo che sceglie il luogo dove dovrà sorgere la futura colonia. La regina vive per un anno, le operaie fino a un mese.

## Descrizione
Gli insetti adulti misurano circa 17 mm, mentre la regina ha una taglia superiore e può superare i 20 mm, arrivando fino a 35 mm. Hanno un torace ampio e circolare, ali resistenti e un apparato boccale possente. Posseggono anche un addome provvisto di un pungiglione, che usano per difendersi senza esitazione iniettando un veleno il quale contiene un ferormone che, spargendosi nell'aria, incita le altre vespe a pungere anch'esse.
La colorazione aposematica a bande gialle e nere la rende simile alla Vespula germanica, dalla quale si differenzia per i seguenti caratteri: macchia a forma di ancora sul clipeo (carattere poco sicuro, visto che i maschi spesso presentano disegni diversi sul clipeo); macchie toraciche laterali a forma di bastoncino (nelle femmine fondatrici questo carattere è estremamente incostante); strisce nere dei tergiti addominali di forma triangolare con la punta orientata posteriormente (questo è il carattere più sicuro).